# Mitsuboshi
☆☆☆ (Mitsuboshi) (☆☆☆(みつぼし), lit. "Três Estrelas") foi o primeiro álbum de Koharu Kusumi, lançado como parte de Tsukishima Kirari starring Kusumi Koharu (Morning Musume) (月島きらり starring 久住小春(モーニング娘。)). O álbum foi lançado em 28 de fevereiro de 2007 na edição limitada (EPCE-5456) e na normal (EPCE-5457).

## História
O álbum foi lançado em 28 de fevereiro de 2007 no Japão pela gravadora Zetima. Ficou entre os 16º álbuns mais vendidos na Oricon. Ele também vem em uma edição limitada com uma capa e uma diferente foto do encarte. 
O álbum foi cantado por Koharu Kusumi do grupo Morning Musume, ela também interpretou Kirari Tsukishima, a cantora e heroína fictícia da série de anime Kilari (Kirarin Revolution). 
O álbum contém quatro faixas (lados A e B) que já apareceram em 2006, como os dois primeiros singles, Koi☆Kana e Balalaika, que também foram a abertura e o encerramento do anime, junto com a canção Love da yo Darling, o quarto tema de encerramento (exibido nos episódios 39 até ao 51).

## Lista de faixas
| N.º | Título                                                                               | Letrista(s)                     | Compositor(es)              | Arranjador(es)                    | Duração |
| --- | ------------------------------------------------------------------------------------ | ------------------------------- | --------------------------- | --------------------------------- | ------- |
| 1.  | "Balalaika" (バラライカ, Bararaika)                                                  | BULGE                           | Shigeki Sako (迫茂樹)       | Shigeki Sako (迫茂樹)             | 3:38    |
| 2.  | "Koi☆Kana" (恋☆カナ, lit. "É Este Amor")                                             | Shin Furuya (古屋真)            | Tetsurō Oda (織田哲郎)      | Masaki Iehara (家原正樹)          | 3:32    |
| 3.  | "Hoshi no Shizuku" (星のしずく, lit. "Gota de Estrelas")                             | Hirotake Onishi (大西弘武)      | Tōru Watanabe (渡辺徹)      | Tōru Watanabe (渡辺徹)            | 3:56    |
| 4.  | "Mizuiro Melody" (水色メロディ, Mizuiro Merodi, lit. "Melodia Azul")                 | Shin Furuya (古屋真)            | Katsuhiku Kurosu (黒須克彦) | Daisuke Katō (加藤大祐)           | 3:34    |
| 5.  | "Koi Hanabi" (恋花火, lit. "Adoro Fogos de Artifícios")                              | An Nakahara (中原 杏) + a2c     | a2c                         | Katsuyuki Harada (原田勝通) + a2c | 4:47    |
| 6.  | "Spaghetti"                                                                          | BOUNCEBACK                      | BOUNCEBACK                  | BOUNCEBACK                        | 3:43    |
| 7.  | "Love da yo Darling" (Loveだよ☆ダーリン, Love da yo Dārin, lit. "É o Amor, Querido") | Chieko Suyama (すやまちえこ)    | Katsuya Yoshida (吉田勝弥)  | Katsuya Yoshida (吉田勝弥)        | 3:21    |
| 8.  | "I Miss You"                                                                         | AKIRASTAR                       | AKIRASTAR                   | AKIRASTAR                         | 4:48    |
| 9.  | "Everyday Precious Day"                                                              | Yūta Nakano (中野雄太), Kenko-p | Yūta Nakano (中野雄太)      | ats-, Yūta Nakano (中野雄太)      | 4:34    |
| 10. | "Sugao-flavor" (SUGAO-flavor, lit. "Sabor Genuíno")                                  | michito, mavie                  | Tetsurō Oda (織田哲郎)      | Kōji Gotō (後藤康二)              | 4:51    |